# Duque de York
Duque de York es el título nobiliario que tradicionalmente se otorga al segundo hijo varón del monarca británico, salvo que el anterior titular siga con vida.
El actual duque de York es el príncipe Andrés, hijo de la reina Isabel II.

## Historia
La ciudad de York ha sido desde muchos años la principal del norte de Inglaterra, y su condado de Yorkshire es el más grande del país. Desde la caída de Jarvik en manos del rey Erico I último de estos reyes y primer duque de York, existieron los llamados señores de York.
El título fue creado por primera vez, dentro de la nobleza de Inglaterra, para Edmundo de Langley, el cuarto hijo sobreviviente del rey Eduardo III (un importante personaje de la obra Ricardo II de William Shakespeare. Su hijo Eduardo había muerto en la batalla de Agincourt en 1415. El título de duque pasó a su sobrino Ricardo, hijo de Ricardo, conde de Cambridge.
El título pasó al sobrino de Eduardo, Ricardo, el hijo de Ricardo de Conisburgh, tercer conde de Cambridge (que había sido ejecutado por conspirar contra el rey Enrique V). El joven Ricardo logró obtener una restauración del título, pero cuando su hijo mayor, que heredó el título, se convirtió en rey en 1461 como Eduardo IV, el título se fusionó con la Corona.
El título fue creado a continuación para Ricardo de Shrewsbury, segundo hijo del rey Eduardo IV. Ricardo era uno de los Príncipes de la Torre y, como murió sin herederos, el título se extinguió a su muerte.
La tercera creación fue para Enrique Tudor, segundo hijo del rey Enrique VII. Cuando su hermano mayor Arturo, príncipe de Gales, murió en 1502, Enrique se convirtió en heredero al trono. Cuando Enrique finalmente se convirtió en rey Enrique VIII en 1509, sus títulos revirtieron a la Corona.
El título fue creado por cuarta vez para Carlos Estuardo, segundo hijo de Jacobo I. Cuando su hermano mayor, Enrique Federico, príncipe de Gales, murió en 1612, Carlos se convirtió en heredero. Fue creado príncipe de Gales en 1616 y finalmente se convirtió en Carlos I en 1625, momento en que el título se fusionó nuevamente con la Corona.
La quinta creación fue a favor de Jacobo Estuardo, el segundo hijo de Carlos I. Nueva York, su capital Albany, y la Ciudad de Nueva York, en lo que ahora es Estados Unidos, fueron nombrados en honor a este duque de Albany y York.
En 1664, Carlos II de Inglaterra concedió territorio americano entre los ríos Delaware y Connecticut a su hermano menor Jacobo. Tras su captura por parte de los ingleses, el antiguo territorio holandés de Nueva Holanda y su puerto principal, Nueva Ámsterdam, fueron nombrados provincia y Ciudad de Nueva York en honor de Jacobo. Después de la fundación, el duque cedió parte de la colonia a los propietarios George Carteret y John Berkeley, I barón Berkeley de Stratton. Fort Orange, al norte en el río Hudson, fue renombrado Albany por el título escocés de Jacobo. Cuando su hermano mayor, el rey Carlos II, murió sin herederos, Jacobo ascendió al trono como el rey Jacobo II de Inglaterra y VII de Escocia, y el título una vez más se fusionó con la Corona.
Durante el siglo XVIII, el doble ducado de York y Albany (duque de York y Albany) se creó varias veces en la nobleza de Gran Bretaña. El título lo tuvo primero Ernesto, duque de York y Albany, el hermano más joven del rey Jorge I de Gran Bretaña. Murió sin herederos. La segunda creación del doble ducado fue para el príncipe Eduardo Augusto, hermano menor del rey Jorge III, quien también murió sin herederos, sin haberse casado nunca. La tercera y última creación del doble ducado fue para el príncipe Federico, duque de York y Albany, el segundo hijo del rey Jorge III. Se desempeñó como comandante en jefe del Ejército Británico durante muchos años. Él también murió sin herederos. 
La sexta creación del ducado de York (sin combinarse con Albany) fue para el príncipe Jorge de Gales, segundo hijo del futuro rey Eduardo VII. Fue creado duque de York tras la muerte de su hermano mayor, el príncipe Alberto Víctor, duque de Clarence y Avondale. Cuando su abuela murió y su padre sucedió al trono, fue creado príncipe de Gales, duque de Cornualles y duque de Rothesay, pero retuvo su título de duque de York. El título revirtió a la Corona cuando Jorge sucedió a su padre como el rey Jorge V.
La séptima creación fue para el príncipe Alberto, segundo hijo de Jorge V y hermano menor del futuro Eduardo VIII. Alberto subió inesperadamente al trono cuando su hermano abdicó, y tomó el nombre de Jorge VI; el ducado volvió a la Corona.
El título fue creado por octava vez para el príncipe Andrés, segundo hijo de la reina Isabel II. Actualmente tiene únicamente dos hijas. Por lo tanto, si no tiene hijos varones en el futuro (legítimos), el título volverá a extinguirse a su muerte. Los títulos subsidiarios del actual ducado de York son los de conde de Inverness y barón Killyleagh.
Aparte de la primera creación, cada vez que se ha creado el ducado de York ha tenido un solo titular, pues esa persona acabó heredando el trono o murió sin herederos varones.

## Duques de York

### Primera creación, 1385–1415, 1425–1461
| Duque | Imagen              | Nacimiento                       | Padres                                      | Matrimonio                                                                       | Muerte                                               |
| --- | ------------------- | -------------------------------- | ------------------------------------------- | -------------------------------------------------------------------------------- | ---------------------------------------------------- |
| Edmundo de Langley Casa de York 1385–1402 | Edmund of Langley   | 5 de junio de 1341 Kings Langley | Eduardo III de Inglaterra y Felipa de Henao | Isabel de Castilla, duquesa de York 1372 3 hijos Juana Holland no tuvieron hijos | 1 de agosto de 1402 (61 años) Kings Langley          |
| Eduardo de York Casa de York 1402–1415 | Edward of Norwich   | 1373 Norwich                     | Edmundo de Langley e Isabel de Castilla     | Philippa de Mohun no tuvo hijos                                                  | 25 de octubre de 1415 (42 años) Batalla de Azincourt |
| El hermano de Eduardo de Norwich, Ricardo de Conisburgh, había sido arrestado y ejecutado por traición en agosto de 1415. Este atentado se interpuso en el camino de su hijo Ricardo de York que sucedió a Eduardo hasta que el rey consideró prudente restaurarlos. |                     |                                  |                                             |                                                                                  |                                                      |
| Ricardo de York Casa de York 1425–1460 |                     | 21 de septiembre de 1411         | Ricardo de Conisburgh y Ana Mortimer        | Cecilia Neville 1437 13 hijos                                                    | 30 de diciembre de 1460 (49 años) Wakefield          |
| Eduardo IV de Inglaterra Casa de York 1460–1461 | Eduardo Plantagenet | 28 de abril de 1442 Ruan         | Ricardo de York y Cecilia Neville           | Isabel Woodville 1 de mayo de 1464 10 hijos                                      | 9 de abril de 1483 (40 años) Westminster             |
| Eduardo IV ascendió al trono en 1461, y todos sus títulos se fusionaron con la Corona. |                     |                                  |                                             |                                                                                  |                                                      |

### Segunda creación, 1474
| Duque | Imagen                | Nacimiento                      | Padres                        | Matrimonio                                       | Muerte       |
| --- | --------------------- | ------------------------------- | ----------------------------- | ------------------------------------------------ | ------------ |
| Ricardo de Shrewsbury Casa de York 1474–1483 | Richard of Shrewsbury | 17 de agosto de 1473 Shrewsbury | Eduardo IV e Isabel Woodville | Ana de Mowbray 15 de enero de 1478 no tuvo hijos | Se desconoce |
| Cómo murió el príncipe Ricardo es un tema controvertido y frecuentemente debatido y no hay evidencia sólida de su fecha, edad o lugar de muerte. Fue visto por última vez en la Torre de Londres junto con su hermano, llegando a ser popularmente conocido como uno de los Príncipes de la Torre. Al morir sin un heredero legítimo, sus títulos se extinguieron. |                       |                                 |                               |                                                  |              |

### Tercera creación, 1494
| Duque | Imagen      | Nacimiento                                        | Padres                       | Matrimonio | Muerte                                                      |
| --- | ----------- | ------------------------------------------------- | ---------------------------- | --- | ----------------------------------------------------------- |
| Enrique Tudor Casa de Tudor 1494–1509                                                                                                | Henry Tudor | 28 de junio de 1491 Palacio de Placentia, Londres | Enrique VII e Isabel de York | Catalina de Aragón 11 de junio de 1509 – 23 de mayo de 1533 (anulado) 1 hija Ana Bolena 25 de enero de 1533 – 17 de mayo de 1536 (anulado) 1 hija Juana Seymour 30 de mayo de 1536 – 24 de octubre de 1537 1 hijo Ana de Cléveris 6 de enero de 1540 – 9 de julio de 1540 (anulado) no tuvo hijos Catalina Howard 28 de julio de 1540 – 23 de noviembre de 1541 (anulado) no tuvo hijos Catalina Parr 12 de julio de 1543 no tuvo hijos | 28 de enero de 1547 (55 años) Palacio de Whitehall, Londres |
| El príncipe Enrique ascendió al trono como Enrique VIII en 1509 tras la muerte de su padre, sus títulos se fusionaron con la Corona. |             |                                                   |                              | |                                                             |

### Cuarta creación, 1605
| Duque | Imagen          | Nacimiento                                                  | Padres                      | Matrimonio                                             | Muerte                                                      |
| --- | --------------- | ----------------------------------------------------------- | --------------------------- | ------------------------------------------------------ | ----------------------------------------------------------- |
| Carlos Casa de Estuardo 1605–1625 también: Duque de Albany (1604); príncipe de Gales (1616), duque de Cornualles y duque de Rothesay (1612) | Carlos Estuardo | 19 de noviembre de 1600 Palacio de Dunfermline, Dunfermline | Jacobo I y Ana de Dinamarca | Enriqueta María de Francia 13 de junio de 1625 9 hijos | 30 de enero de 1649 (48 años) Palacio de Whitehall, Londres |
| El príncipe Carlos sucedió como Carlos I, en 1625, a la muerte de su padre, y sus títulos revirtieron a la Corona.                          |                 |                                                             |                             |                                                        |                                                             |

### Quinta creación, 1633/1644
| Duque | Imagen          | Nacimiento                                          | Padres                                | Matrimonio                                                                               | Muerte                                                                      |
| --- | --------------- | --------------------------------------------------- | ------------------------------------- | ---------------------------------------------------------------------------------------- | --------------------------------------------------------------------------- |
| Jacobo Casa de Estuardo 1633/1644–1685 también: Duque de Albany (1660), conde de Úlster (1659) | Jacobo Estuardo | 14 de octubre de 1633 Palacio de St. James, Londres | Carlos I y Enriqueta María de Francia | Ana Hyde 3 de septiembre de 1660 8 hijos María de Módena 21 de noviembre de 1673 7 hijos | 16 de septiembre de 1701 (67 años) Castillo de Saint-Germain-en-Laye, París |
| El príncipe Jacobo fue nombrado duque de York desde su nacimiento y oficialmente creado como tal en 1644. Sucedió como Jacobo II en 1685, tras la muerte de su hermano, y sus títulos revirtieron a la Corona. |                 |                                                     |                                       |                                                                                          |                                                                             |

### Sexta creación, 1892
| Duque | Imagen                           | Nacimiento                                     | Padres                               | Matrimonio                               | Muerte                                                       |
| --- | -------------------------------- | ---------------------------------------------- | ------------------------------------ | ---------------------------------------- | ------------------------------------------------------------ |
| Jorge Casa de Sajonia-Coburgo y Gotha 1892–1910 también: Conde de Inverness y barón Killarney (1892); príncipe de Gales, duque de Cornualles y duque de Rothesay (1901) | Jorge de Sajonia-Coburgo y Gotha | 3 de junio de 1865 Marlborough House (Londres) | Eduardo VII y Alejandra de Dinamarca | María de Teck 6 de julio de 1893 6 hijos | 20 de enero de 1936 (70 años) Sandringham House, Sandringham |
| El príncipe Jorge sucedió como Jorge V en 1910, tras la muerte de su padre, y sus títulos se fusionaron con la Corona.                                                  |                                  |                                                |                                      |                                          |                                                              |

### Séptima creación, 1920
| Duque | Imagen          | Nacimiento                                        | Padres                  | Matrimonio                                    | Muerte                                                        |
| --- | --------------- | ------------------------------------------------- | ----------------------- | --------------------------------------------- | ------------------------------------------------------------- |
| Alberto Casa de Windsor 1920–1936 también: Conde de Inverness y barón Killarney (1920)                                                   | Alberto Windsor | 14 de diciembre de 1895 York Cottage, Sandringham | Jorge V y María de Teck | Isabel Bowes-Lyon 26 de abril de 1923 2 hijas | 6 de febrero de 1952 (56 años) Sandringham House, Sandringham |
| El príncipe Alberto sucedió como Jorge VI en 1936, tras la abdicación de su hermano, en 1936, y sus títulos se fusionaron con la Corona. |                 |                                                   |                         |                                               |                                                               |

### Octava creación, 1986
| Duque                                                                                      | Imagen         | Nacimiento                                            | Padres                          | Matrimonio                                 | Muerte                                                             |
| ------------------------------------------------------------------------------------------ | -------------- | ----------------------------------------------------- | ------------------------------- | ------------------------------------------ | ------------------------------------------------------------------ |
| Andrés Casa de Windsor 1986-presente también: Conde de Inverness y barón Killyleagh (1986) | Andrés de York | 19 de febrero de 1960 Palacio de Buckingham (Londres) | Isabel II y Felipe de Edimburgo | Sarah Ferguson 23 de julio de 1986 2 hijas | El duque tiene 65 años pero no ejerce funciones en nombre del rey. |